# Abdarainurus
Abdarainurus („Pocházející z Abdrant Nuru“) byl rod sauropodního dinosaura ze skupiny Titanosauria, který žil v období svrchní křídy na území dnešního Mongolska. Fosilie holotypu byly objeveny v lokalitě Abdrant Nuru v roce 1970, jako fosilní materiál nového sauropoda však byly rozeznány paleontologem Andrejem Podlesnowem až v roce 2000.

## Objev
Fosilie abdarainura představují fragmentární část kostry (ocasní obratle a hemální oblouky), nesoucí 16 unikátních a diagnostických anatomických znaků. Zkameněliny byly objeveny v sedimentech souvrství Alagteeg na území severní části pouště Gobi. Ty ukazují, že abdarainurus představuje dosud zcela neznámou vývojovou větev asijských sauropodů z kladu Macronaria. Typový druh A. barsboldi (pojmenovaný na počest mongolského paleontologa Rinčengína Barsbolda) byl formálně popsán začátkem roku 2020.
Blízce příbuzným rodem je například pozdně křídový čínský Gandititan.